# HC Čerti Ostrov
HC Čerti Ostrov (celým názvem: Hockey Club Čerti Ostrov, z.s.) je český klub ledního hokeje, který sídlí v Ostrově nad Ohří v Karlovarském kraji. Především se zaměřuje na výchovu hokejové mládeže. Od sezóny 2018/19 působí v Západočeském krajském přeboru, čtvrté české nejvyšší soutěži ledního hokeje. Klubové barvy jsou bílá a červená.
Jedná se o klub, který vznikl v roce 2008 a navázal na kroužek ledního hokeje organizovaný při MDDM Ostrov. V krátké historii klubu došlo k dynamickému růstu členské základny a kvalitní prací trenérů i k růstu individuálních dovedností hráčů.
Své domácí zápasy odehrává na zimním stadionu Ostrov, který byl otevřen v listopadu 2006.

## Přehled ligové účasti
Stručný přehled
Zdroj:
- 2010–2011: Karlovarská krajská soutěž – sk. A (5. ligová úroveň v České republice)
- 2011–2012: Karlovarská krajská soutěž (5. ligová úroveň v České republice)
- 2012–2018: Karlovarská krajská liga (4. ligová úroveň v České republice)
- 2018– : Západočeský krajský přebor (4. ligová úroveň v České republice)

Jednotlivé ročníky
Zdroj:
Legenda: ZČ - základní část, červené podbarvení - sestup, zelené podbarvení - postup, fialové podbarvení - reorganizace, změna skupiny či soutěže
| Česko (2010 – ) |                                     |           |           |                                        |              |
| Sezóny          | Soutěž                              | Úroveň    | ZČ        | Play-off, nadstavba, sk. o udržení...  | Poznámky     |
| 2010/11         | Karlovarská krajská soutěž – sk. A  | 5. úroveň | 6. místo  |                                        | Reorganizace |
| 2011/12         | Karlovarská krajská soutěž          | 5. úroveň | 5. místo  | Čtvrtfinále                            | Reorganizace |
| 2012/13         | Karlovarská krajská liga            | 4. úroveň | 6. místo  |                                        |              |
| 2013/14         | Karlovarská krajská liga            | 4. úroveň | 5. místo  |                                        |              |
| 2014/15         | Karlovarská krajská liga            | 4. úroveň | 6. místo  |                                        |              |
| 2015/16         | Karlovarská krajská liga            | 4. úroveň | 5. místo  |                                        |              |
| 2016/17         | Karlovarská krajská liga            | 4. úroveň | 3. místo  | Zápas o 3. místo (prohra)              |              |
| 2017/18         | Karlovarská krajská liga            | 4. úroveň | 2. místo  | Vítěz; odmítnutí kvalifikace o 2. ligu | Reorganizace |
| 2018/19         | Západočeský krajský přebor          | 4. úroveň | 9. místo  | Semifinále KV divize                   |              |
| 2019/20         | Západočeský krajský přebor          | 4. úroveň |           |                                        |              |
| 2023/24         | Plzeňská a Karlovarská krajská liga | 4. úroveň | 10. místo |                                        |              |
| 2024/25         | Plzeňská a Karlovarská krajská liga | 4. úroveň | 8. místo  |                                        |              |